# Максименко, Тарас Никитович
Тарас Никитович Макси́менко родился 1 марта 1884 года в с. Сухины Таращанской волости Каневского уезда Киевской губернии — умер 1 января 1972 года в г. Таганроге (РСФСР) — украинский советский портретист и живописец, член Союза художников СССР с 1945 года.

## Биография
Начальное художественное образование получал в иконописных мастерских в г. Киеве (с 1895 г.). Учился в Киевском художественном училище (1904—1906 гг.) у В. К. Менка и Н. К. Пимоненка. Курс обучения не закончил, поскольку был призван в армию.
В 1906—1910 гг. находился на военной службе. После демобилизации продолжил образование в Московском училище живописи, ваяния и зодчества (1910—1914) у Н. А. Касаткина, А. Е. Архипова, К. А. Коровина, А. М. Васнецова.
Как рядовой 287-го пехотного полка принимал участие в Первой мировой войне (1914—1918). После демобилизации вернулся в село Сухины. Некоторое время занимался сельским хозяйством.
В 1923—1929 гг. работал в школах Енакиева (Донбасс) и ст. Знаменка. С 1930 по 1941 год преподавал живопись и рисунок в художественном училище в Днепропетровске. Работал как оформитель площадей и улиц в Днепропетровске в 1935—1938 годах.
В 1943—1945 гг. проживал в г. Проскурове Каменец-Подольской области. В 1945—1946 гг. в г. Львове, где вступил в Союз советских художников Украины. Работал в Изобразительном комбинате.
В конце 1946 года из-за болезни глаз Тарас Никитович приехал в поселок Горняк близ Копейска к родственникам, а впоследствии переехал в Челябинск. Работал в студии повышения квалификации при Челябинском отделении Союза художников СССР (вторая половина 1940-х).
С 1950 г. проживал в г. Таганроге. Умер в Таганроге 1 января 1972 года.

## Творчество
Писал портреты, тематические картины, пейзажы, натюрморты; исполнял киноафиши, занимался праздничным оформлением улиц и площадей Днепропетровска (1930-е).
Автор живописных произведений и портретов: «Портрет дочери с букетом пионов» (1936), «Воздушный десант» (1937), «Лыжники» (1938), «Фруктовый сад в колхозе „Крестьянин“ Сосновского района», «Портрет заслуженного артиста РСФСР П. А. Гарянова» и других. Выполнил роспись церкви Рождества Богородицы на Челябинском вокзале.
С 1913 г. — участник выставок (ученическая, МУЖВЗ). Экспонировался на выставках картин, акварели и графики советских художников в Москве и Кисловодске (1939), работ художников в Днепропетровске (1940), 1-й выставке произведений художников городов Днепропетровска, Полтавы, Прилук, Сталино и Чернигова в Киеве (1941 г.). Провел персональную выставку в Днепропетровске. Открылась 1 декабря 1940 г. в помещении областного художественного музея. На выставке экспонировалось более 60 работ — портреты, пейзажи, натюрморты.
Участник выставки произведений магнитогорских художников, посвященной 15-летию металлургического комбината в Магнитогорске (1947). Участвовал в областных художественных выставках в Челябинске (1948, 1949, 1950), выставках работ художников Ростовской области (1951, 1952, 1955, 1956).
Картины художника экспонировались в музеях Днепропетровска, Кисловодска, Челябинска. Некоторые произведения находятся в музее Современного изобразительного искусства на Дмитровской в г. Ростове-на-Дону. Значительная часть картин в частных коллекциях.